# Yuta Kamiya
Yuta Kamiya (神谷 優太 Kamiya Yuta?), född 24 april 1997 i Yamagata prefektur, är en japansk fotbollsspelare.
Kamiya började sin karriär 2016 i Shonan Bellmare. 2018 flyttade han till Ehime FC.